# Membranbiophysik
Die Membranbiophysik (engl. membrane biophysics) ist einer der wesentlichen Teilbereiche der Biophysik. Sie beschäftigt sich mit der Charakterisierung der Eigenschaften und der Funktionen biologischer Membranen. Die Untersuchungsobjekte reichen dabei von einzelnen Molekülen über Membranrekonstitutionssysteme bis hin zu ganzen Zellen bzw. Organismen. Entsprechend umfangreich sind aus diesem Grund auch die Methoden der Membranbiophysik, sie reichen von mikroskopischen Methoden (Licht- bzw. Fluoreszenzmikroskopie, Rasterkraftmikroskopie) über elektrische Messungen (Patch-Clamp-Technik) und spektroskopischen Verfahren (NMR, Röntgenstrukturanalyse) bis hin zu theoretischen Modellrechnungen.

## Fachbücher
- Hanke & Hanke: Methoden der Membranphysiologie. Spektrum Akademischer Verlag, 1998, ISBN 3-86025-369-7